# Pont du Saint-Esprit
Le pont du Saint-Esprit, construit de 1265 à 1309, est un pont médiéval du Gard à vingt-six arches enjambant le Rhône entre Pont-Saint-Esprit et Lamotte-du-Rhône. Il mesure 919 mètres de long.

## Historique
Sa construction fut voulue par le frère de Louis IX, le comte de Poitiers et de Toulouse Alphonse de Poitiers ; elle commença en 1265 pour s’achever en 1309.  
D’après Viollet-le-Duc, elle fut confiée à Jean de Tensanges ou de Thianges. La tradition veut que celui-ci, prieur des bénédictins de Saint-Saturnin-du-Port se soit d'abord refusé à cette construction puis qu'il céda, inspiré par l'Esprit Saint et posa lui-même la première pierre. 
.

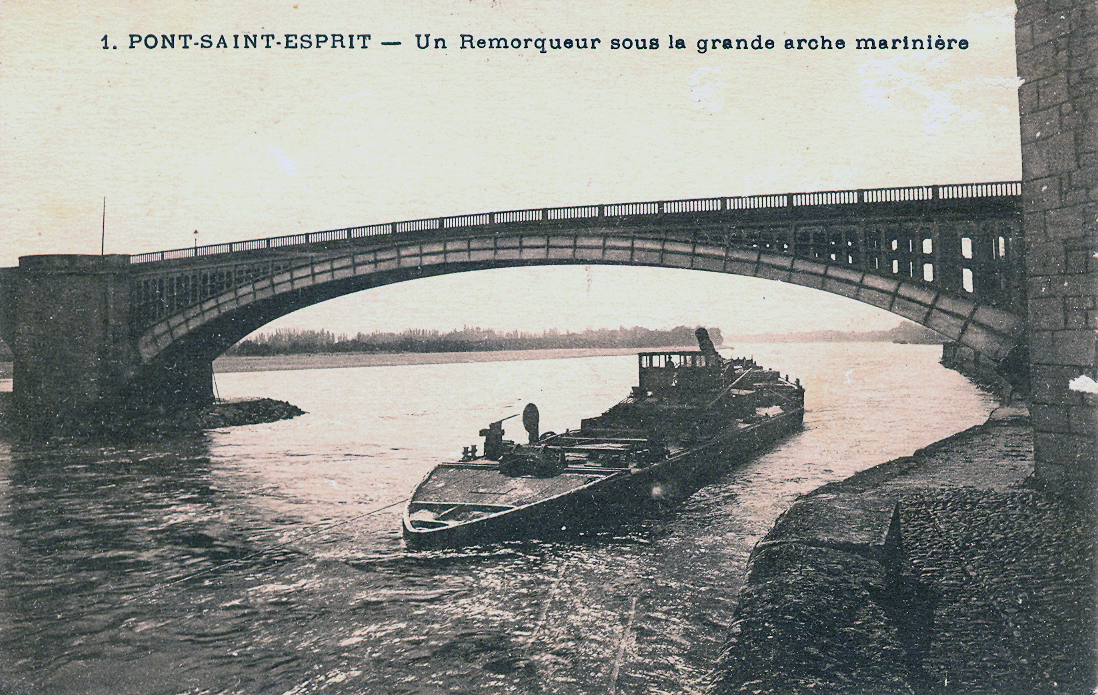
Arche marinière en fonte construite en 1856

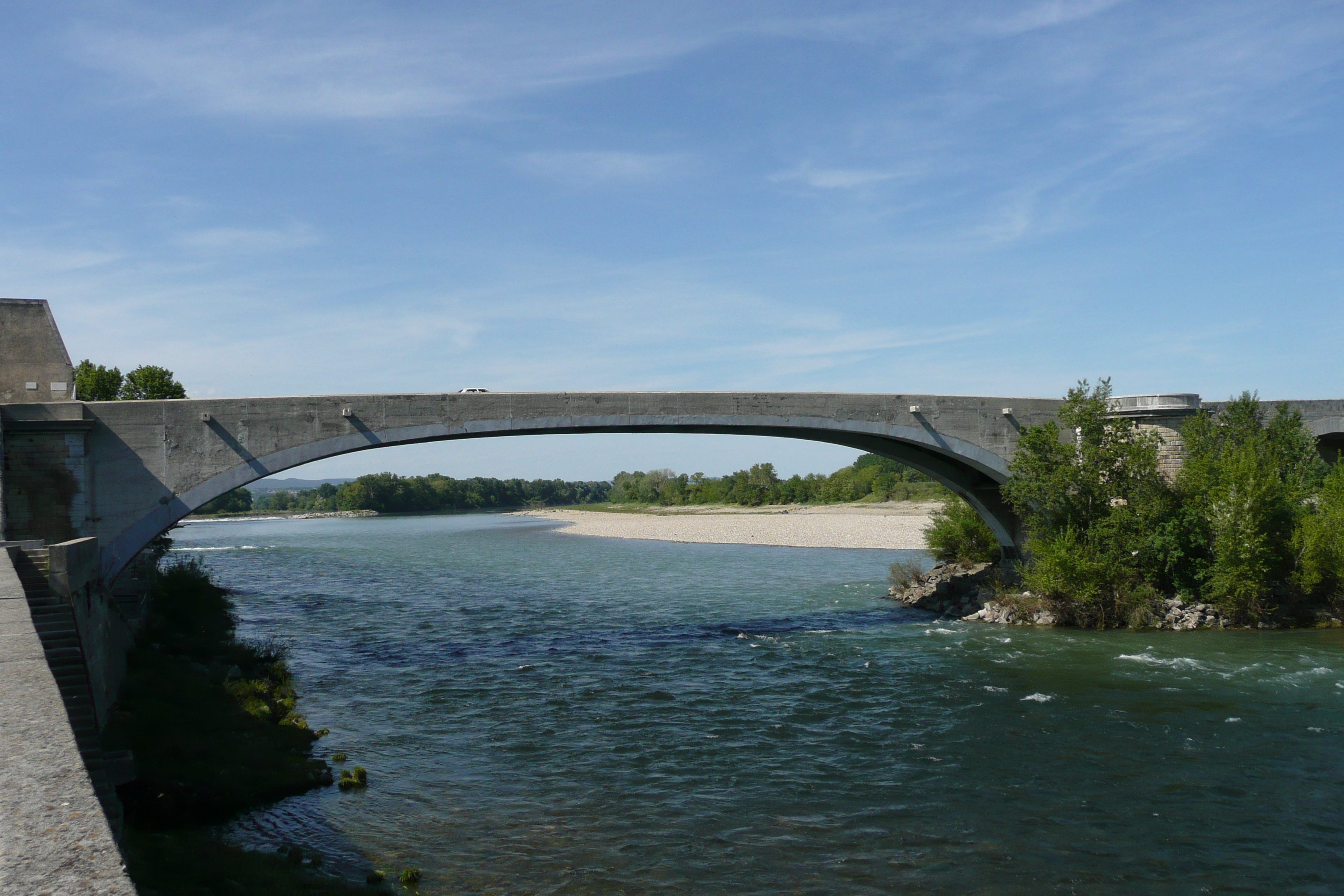
Arche marinière en béton armé construite en 1954

Le passage le plus profond du Rhône au droit du pont se trouve sur la rive droite. À la fin de 1853, l'administration des ponts et chaussées a décidé de remplacer les deux premières travées du côté de Pont-Saint-Esprit par une arche unique en fonte de 62 mètres d'ouverture pour améliorer la navigabilité du Rhône. Cette arche marinière est ouverte partiellement à la circulation en octobre 1856. Elle a été réalisée suivant les plans de l'ingénieur des ponts et chaussées Aymard. Les pièces de fonte de l'arc ont été coulées à l'atelier de Fourchambault sous la direction d'Émile Martin. La pile qui supportait les deux premières travées est démolie en 1857-1858.
Le pont est élargi sur toute sa longueur suivant un projet des ingénieurs Thouvenot et Aurès entre 1861 et 1870. Les travaux ont été réalisés par Jean-Baptiste Guillier et Jean-Louis Gay.
L'arche marinière est détruite par un bombardement, en 1944. Elle est reconstruite en béton armé en 1954 sous les ordres de l'ingénieur des ponts et chaussées Jacques Ramsay Robinson. Le chantier a été confié à l'entreprise Boussiron et à son directeur technique Nicolas Esquillan.

## Structure
C'est le plus vieux de tous les ponts sur le Rhône encore en activité. Il a longtemps constitué un point de passage obligé sur le fleuve entre la Provence et le Languedoc. Il est composé de 26 arches, dont 19 grandes et 7 petites. Sur chaque arche, il existe une arcade de dégagement identique à celle du Pont Julien, ouverte pour mieux faire évacuer les hautes eaux au moment des crues.

## L'Œuvre du pont

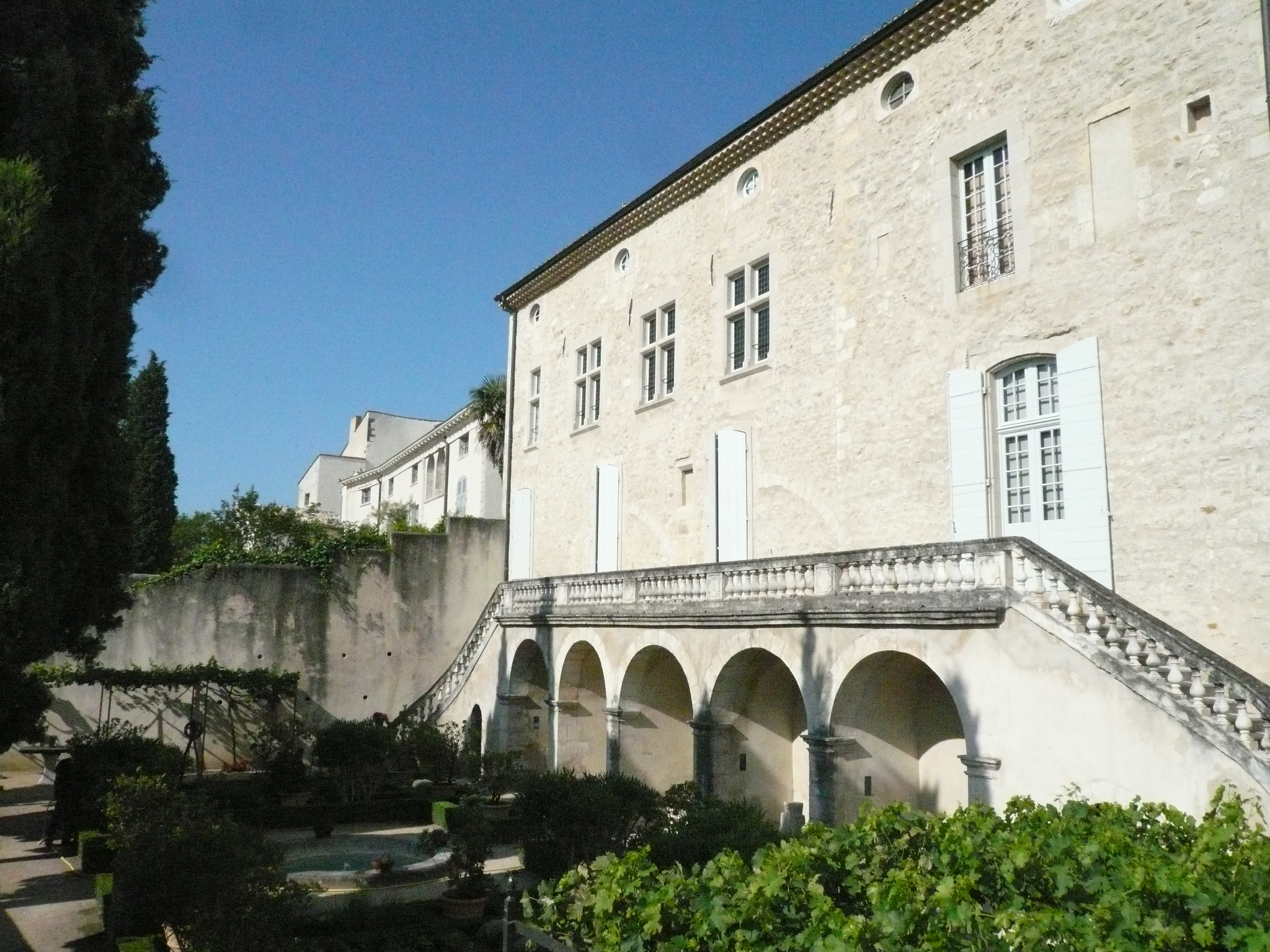
Maison des Chevaliers : façade est donnant sur le Rhône et le jardin

L'Œuvre hospitalière du pont du Saint-Esprit fut une congrégation totalement civile chargée de la gestion et de l'entretien. Pour l'accueillir, une Maison des Chevaliers existait à Pont-Saint-Esprit. Elle fut du XIIe au  XVIIe siècle, la propriété exclusive de la famille de Piolenc, de riches négociants qui firent fortune dans le trafic du sel et du fer et qui par les taxes payées finançaient en partie l'Hospitalité du pont du Saint-Esprit. Le plus connu d'entre eux est Guillaume de Piolenc qui, en 1450, fit réaliser ce chef-d'œuvre qu'est la salle d'apparat au premier étage.

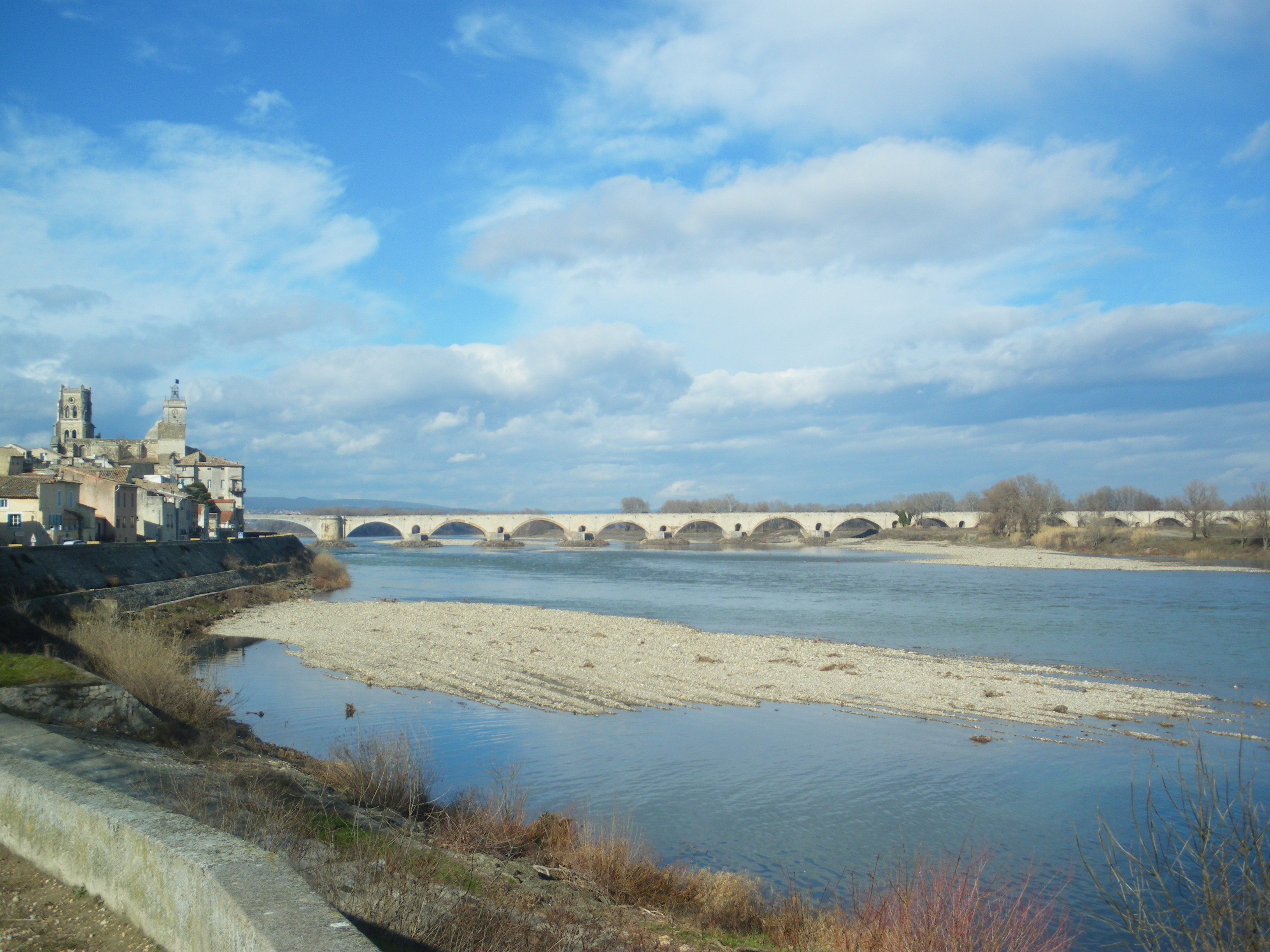
Vue d'ensemble du pont Saint-Esprit

Sur la rive droite du fleuve, l'entrée du pont était précédée par le Logis de l'Œuvre du Saint-Esprit. Celle-ci, dirigée par un Recteur laïc, avait pour fonction de faire curer le Rhône, afin de faciliter le passage des barques sous le pont et de faire entretenir celui-ci. Cette œuvre, à fonction hospitalière, pouvait recevoir des aumônes et des dons par testament. Louis XI y ajouta le privilège de récupérer les taxes saunières au passage du pont. Grâce à cette manne financière, en 1474, l'Œuvre fit appel à Blaise Lécuyer pour faire construire une église hospitalière.
Tant pour l'entretien et les réparations du pont ou des digues du fleuve, l'Œuvre prenait en charge le salaire des ouvriers des différents corps de métiers, ainsi que l'achat et le transport des matériaux. Maîtres d'ouvrage, les Recteurs rémunéraient de même le magister operis qui était chargé de faire exécuter ses plans et de surveiller ses chantiers.

## Situation
Le pont est situé à cheval sur trois communes : Pont-Saint-Esprit, Lamotte-du-Rhône et Mondragon. La majeure partie de sa structure est sur la commune de Lamotte-du-Rhône. Le pont était protégé par un fort de ce côté, qui fut dénommé Fort de Montrevel au XIXe siècle. Il fut vendu par les Domaines en 1867 et il n'en subsiste aucune trace.